# Église vieille-orthodoxe pomore d'Ukraine
L'Église vieille-orthodoxe pomore d'Ukraine (en russe : Древлеправославная Поморская Церковь Украины) est la plus importante des dénominations non presbytériennes (« sans prêtres ») des orthodoxes vieux-croyants en Ukraine. Les vieux-croyants d'Ukraine sont une minorité dans la minorité russe du pays.
Le chef de l'Église, président du Conseil suprême, est Nikola Venediktovich Babichev (depuis le 23 mai 2003).

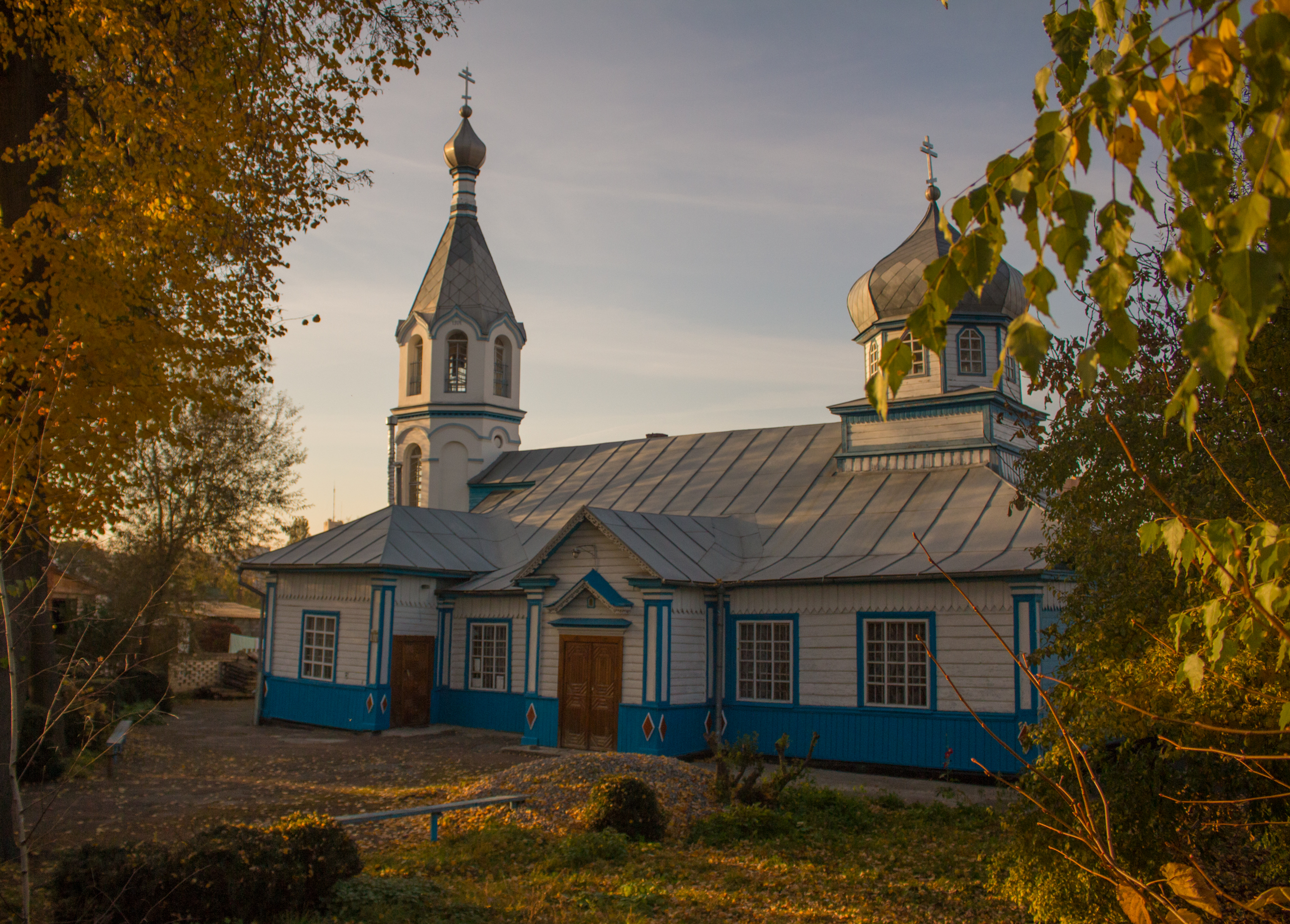
Église de Jytomyr

L'Église est membre du Conseil unifié de l'Église vieille-orthodoxe pomore.

## Histoire

### Réformes du patriarche Nikon et Raskol
En 1653, le patriarche de Moscou Nikon introduit des modifications dans le rituel pour le rapprocher de l'usage byzantin. Ces réformes soulèvent la réprobation des traditionalistes de l'Église orthodoxe russe menés par l'archiprêtre Avvakoum,,. Le concile de 1666-1667 entérine les réformes et prononce l'anathème contre les opposants en les déclarant schismatiques. Ce schisme est généralement appelé « Raskol » ou « Raskol nikonien » (никонианский раскол) [par les Vieux-croyants]. Les Vieux-croyants vont être persécutés par l'État et l'Église officielle, avec une sévérité variable, jusqu'à la fin de l'Empire russe. Du fait de la répression, des communautés de Vieux-croyants s'installent aux confins de l'Empire ou fuient et s'installent en dehors, notamment dans la république des Deux Nations.
Vers 1710, les Vieux-croyants se divisent en deux branches :
- les Vieux-croyants presbytériens (« avec prêtres ») ne renoncent pas au sacerdoce. Ils acceptent le ralliement de prêtres ordonnés dans l'Église « nikonienne » et cherchent à rétablir une Église avec une triple hiérarchie ;
- les Vieux-croyants non-presbytériens (« sans prêtres ») renoncent définitivement au sacerdoce, considérant qu'il n'y a plus dans le monde une hiérarchie orthodoxe légitime.

### Vieux-croyants pomores et nouveaux-pomores
L'Église vieille-orthodoxe pomore ou « confession de Danilov » fut fondée en Carélie orientale par Danila Vikouline et les frères Denissov.

### Installation des Vieux-croyants en Ukraine
Les Vieux-croyants se sont installés sur le territoire de l'Ukraine moderne en différentes vagues et dans différentes régions à partir du XVIIe siècle.

### Empire russe
En 1905 (Révolution russe de 1905), l'Édit de tolérance religieuse de Nicolas II met fin aux persécutions étatiques des Vieux-Croyants qui cessent aussi d'être appelés schismatiques. S'ouvre alors une période d' « Âge d'or », qui va durer une dizaine d'années jusqu'à la révolution bolchevique, pendant laquelle les Vieux-croyants vont pouvoir jouir de la liberté religieuse.

### République socialiste soviétique d'Ukraine
Après l'occupation (1940), puis l'annexion des Pays baltes (1944-1991), le Conseil suprême des Vieux-croyants situé à Vilnius en Lituanie n'a pas été fermé et est devenu de fait l'organe central de l'ensemble de l'Église vieille-orthodoxe pomore, lui redonnant du même coup une reconnaissance légale. Les Assemblées qui y eurent lieu en 1966 et 1974 réunirent des délégués venant de l'ensemble de l'Union, et donc d'Ukraine. La dernière réunion du Conseil de l'époque soviétique y a eu lieu en 1988, après quoi le processus de formation de différents Conseils locaux dans les différentes républiques, puis dans les nouveaux États issus de la dislocation de l'URSS a commencé.

### Histoire moderne
Le Parlement de la RSS d'Ukraine proclame la souveraineté de l'Ukraine le 16 juillet 1990 puis l'indépendance le 24 août 1991. L'indépendance est confirmée par le référendum du 1er décembre 1991. L'URSS est dissous officiellement le 31 décembre 1991.
Des tentatives de création d'une structure centralisée de l'Église pomore au niveau de l'Ukraine échouent dans un premier temps. Les communautés ukrainiennes restent alors liées au Conseil russe de l'Église vieille-orthodoxe pomore (Russie). Un Conseil régional des communautés vieilles-orthodoxes pomores de la région de Jytomyr est créé en 2003.
En 2009 une commission préconciliaire des communautés vieilles-orthodoxes pomores d'Ukraine est mise en place. Le Conseil suprême de l'Église vieille-orthodoxe pomore d'Ukraine est finalement créé en 2010.

## Doctrine et pratiques
L'Église vieille-orthodoxe pomore d'Ukraine, conformément aux caractéristiques canoniques et historiques de l'Église vieille-orthodoxe pomore, n'a pas une triple hiérarchie (diacres, presbytres [prêtres], évêques), mais selon ses traditions et sa doctrine, elle est une et indivisible. Il existe un rite du service divin non sacerdotal. Toutes les fonctions sont occupées par des laïcs.
L'Église reconnaît tous les sacrements de l'Église orthodoxe mais ne peut en accomplir que deux, faute de prêtres : le sacrement du baptême et le sacrement du repentir (confession), qui sont autorisés aux laïcs. L'Église reconnaît et célèbre le rite du mariage.

## Organisation
L'Église est dirigée par le Président du Conseil suprême.
Les communautés locales, très autonomes, adhèrent à l'Église en acceptant la Charte qui la régie.
L'Église compte 45 communautés (2021).
Au niveau international, le Conseil suprême de l'Église d'Ukraine est membre du Conseil unifié de l'Église vieille-orthodoxe pomore (nouveau nom depuis 2001, du Conseil international de coordination, créé en 1992).

## Conflit Ukraine-Russie
Le conflit qui oppose l'Ukraine et la Russie en Crimée et le Donbass (Donetsk et Louhansk) affecte aussi l'Église vieille-orthodoxe pomore d'Ukraine.
Une loi du 20 décembre 2018 « Sur la liberté de conscience et des organisations religieuses » oblige les organisations religieuses qui sont liées à - ou qui ont leur siège dans - un pays considéré comme agresseur d'indiquer cette dépendance dans leur dénomination. Cinq Églises sont dans cette situation dont l'Église vieille-orthodoxe pomore d'Ukraine.
Les communautés pomores de Crimée et du Donbass sont également directement impactées par ce conflit.